# 强力斯诺克

强力斯诺克初始台面

强力斯诺克（Power Snooker）是斯诺克台球的一个变体，由英國人巴里·赫恩发明，并得到国际台球联合会掌门人巴里·赫恩（Barry Hearn ）推广的一项赛事，与传统斯诺克相比，红球数由15颗减少为9颗，并呈菱形排列在粉色球的下方。并设有强力球（PowerBall）和强力区（PowerZone）。
首届强力斯诺克赛于2010年在伦敦举办，冠军归属于“火箭”罗尼·奥沙利文。但由于被认为“违背传统斯诺克理念”，该项赛事仅举办了两年即宣告夭折。

## 简要规则
强力斯诺克的规则在传统斯诺克规则的基础上做出了以下变动：
- 选手出杆时限为20秒，超时罚20分；
- 打进强力球时，可获得两分钟的强力时间（PowerPlay），强力时间内，双方的得分与罚分均以双倍计算：
- 如果母球在强力区之内打出，得分与罚分以两倍计算；
- 若母球在强力区之内打出，且处在强力时间内，得分与罚分则以4倍计算；
- 每场比赛限时30分钟，不限局数，30分钟内得分更高的一方获胜；
- 单杆破百获的一方可获得额外50分的奖励，连续2局单杆破百，奖励100分，连续3局破百，奖励200分；
- 开球时需有两颗或两颗以上的红球撞库，否则失去球权；
- 任何犯规将判罚手中球（"ball in hand"），另一方可将白球放在强力区内的任意位置进行击打。[5]